# 韦赫比·阿克达
韦赫比·阿克达（土耳其語：Vehbi Akdağ，1949年1月1日—2020年6月23日），土耳其男子摔跤运动员。他曾代表土耳其参加1968年、1972年和1976年夏季奥林匹克运动会摔跤比赛，其中1972年奥运会获得一枚银牌。